# Pokémon Sword e Shield
Pokémon Sword e Pokémon Shield (ポケットモンスター ソード・シールド, Poketto Monsutā Sōdo・Shīrudo, Monstros de Bolso Sword・Shield, que traduzidos do inglês para o português significa Espada e Escudo, Espada e Escudo em japonês é respectivamente 剣 Ken e 盾 Tate) são dois jogos eletrônicos de RPG, desenvolvidos pela Game Freak e publicados pela The Pokémon Company e Nintendo. Fazem parte da oitava geração da série Pokémon, e os segundos jogos desta franquia, após Pokémon: Let's Go, Pikachu! e Let's Go, Eevee!, lançados em um console doméstico. Incitados originalmente na E3 2017 e anunciados em fevereiro de 2019, Pokémon Sword e Shield foram lançados em novembro de 2019 para Nintendo Switch. Os jogos receberam dois pacotes de expansão de conteúdo para download por meio de um pacote com The Isle of Armor, lançados em junho de 2020 e The Crown Tundra, lançados em outubro de 2020. Um pacote físico incluindo ambos os pacotes de expansão com os jogos básicos foi lançado em novembro de 2020.
O planejamento do conceito de Sword e Shield começou imediatamente após a conclusão de Pokémon Sun e Moon em 2016, enquanto a produção total começou um ano depois, em setembro de 2017. Como nos títulos anteriores, eles narram a jornada de um jovem treinador Pokémon com o objetivo de se tornar o Pokémon Campeão, desta vez na nova região de Galar, que fica no Reino Unido. O objetivo principal dos jogos é destronar o campeão da Liga Pokémon, Leon, em um torneio do qual vários outros líderes de ginásio e rivais também participam, enquanto lida com a Equipe Yell e uma conspiração nefasta dentro da Liga. Sword e Shield apresenta 81 novos Pokémon ao lado de 13 formas regionais de Pokémon preexistentes; Dynamaxing, que aumenta o tamanho do Pokémon sob certas condições; Gigantamaxing, que também altera a forma de certos Pokémon; e a Wild Area, que é uma grande área de mundo aberto com movimento de câmera livre que contém batalhas de ataques cooperativas. Os dois jogos também reintroduzem recursos vistos anteriormente em Sun e Moon e Let's Go, Pikachu! e Let´s Go, Eevee!, como formas regionais e Pokémon itinerantes representados no mundo superior
Quando a decisão de não incluir todos os Pokémon preexistentes em Sword e Shield foi anunciada, houve uma reação de um segmento da comunidade de fãs, resultando em uma polêmica conhecida como "Dexit" e apelos por um boicote meses antes de seu lançamento. Apesar disso, Sword e Shield recebeu críticas geralmente positivas dos críticos. Elogios particulares foram direcionados ao design da criatura, aos novos recursos e à ênfase na simplicidade, liberdade do jogador e encontros simplificados, embora alguns tenham criticado o Pokédex menor do jogo e uma falta percebida de polimento ou profundidade. Em março de 2021, Sword e Shield vendeu mais de 21 milhões de cópias em todo o mundo, tornando-se um dos jogos mais vendidos no Nintendo Switch, e atualmente é o quinto jogo mais vendido no Switch.

## Jogabilidade
Pokémon Sword e Shield são elementos de jogos de RPG com jogos de aventura, e na maioria dos casos são apresentados em uma câmera fixa, perspectiva de terceira pessoa; em certos casos, o movimento livre da câmera está disponível. O jogador controla um jovem treinador que parte em uma missão para capturar e treinar criaturas conhecidas como Pokémon e vencer batalhas contra outros treinadores. Ao derrotar Pokémon adversários em batalhas por turnos, o Pokémon do jogador ganha pontos de experiência, permitindo-lhes subir de nível e aumentar suas estatísticas de batalha, aprender novas técnicas de batalha e em alguns casos, evoluir para Pokémon mais poderosos. Os jogadores podem capturar Pokémon selvagens, encontrados durante encontros selvagens, enfraquecendo-os na batalha e capturando-os com Poké Bolas, permitindo que sejam adicionados ao grupo. Os jogadores também podem lutar e trocar Pokémon com outros jogadores humanos usando os recursos de conectividade do Nintendo Switch. Tal como acontece com os jogos anteriores da série, certos Pokémon só podem ser obtidos com Sword ou Shield, sendo os jogadores encorajados a negociar com outros para obter todos os Pokémon de ambas as versões.
Sword e Shield ocorre na região de Galar, que fica no Reino Unido. Tal como acontece com todas as regiões, Galar consiste em várias cidades e vilas ligadas por "Rotas"; no entanto, há também uma área de mundo aberto no centro da região conhecida como "Área Selvagem", um conceito novo para a série. Encontros aleatórios com Pokémon selvagens pode ocorrer em grama alta ou em corpos d'água ao longo de rotas ou na área selvagem. Pokémon selvagens também podem ser encontrados fora da grama alta e em outras partes do ambiente e podem perseguir ou fugir do jogador, dependendo de sua disposição. O jogador ocasionalmente enfrenta treinadores em cidades, vilas, ao longo de rotas e na área selvagem. A força motriz que leva o jogador a viajar pela região de Galar é a participação no “Gym Challenge”, um torneio aberto para decidir o maior Treinador Pokémon da região, apelidado de Campeão. Oito das cidades e vilas do jogo abrigam Ginásio que abrigam "Líderes de Ginásio", poderosos treinadores especializados em certos tipos de Pokémon; derrotar um Líder de Ginásio dá ao jogador uma "Insígnia". Após obter oito Insígnias, o jogador poderá participar da "Copa dos Campeões", onde se enfrentará em um torneio de eliminação única contra os Líderes de Ginásio e outros Treinadores que permaneceram no Desafio de Ginásio. Após sair vitorioso o jogador enfrentará o Campeão da região de Galar.

### Novos recursos
Os jogos apresentam vários novos recursos à série. Isso inclui encontros cooperativos de ataque, "Dynamaxing" e "Gigantamaxing", os quais permitem temporariamente que o Pokémon cresça para tamanhos maiores e a Wild Area. A última é uma área de mundo aberto totalmente explorável com movimento de câmera livre e clima dinâmico, o que tem implicações em quais espécies de Pokémon aparecem em um determinado momento. Gigantamaxing é limitado a selecionar Pokémon e apresenta formas diferentes da aparência normal do Pokémon. Um novo mecânico chamado "Poké Jobs" atribui ao Pokémon do jogador a tarefa de completar solicitações, como ajudar na construção ou cozinhar, para ganhar experiência ou itens raros. As academias Pokémon estão de volta depois de faltarem em Sun, Moon, Ultra Sun e Ultra Moon. Como é típico da série, os dois jogos têm conteúdo exclusivo de versão, como certos Pokémon e pela segunda vez, Líderes de Ginásio. Um novo modo Acampamento permite ao jogador interagir e jogar com seus Pokémon e cozinhar diferentes tipos de caril para fornecer a eles bônus. Novas opções de personalização para o personagem do jogador foram adicionadas, como casacos e outros acessórios. Na maioria dos casos, a caixa Pokémon agora pode ser acessada fora dos Centros Pokémon.

### Conectividade
A conectividade com a Internet para outros jogadores é suportada para funcionalidades como negociações, batalhas e encontrar outros treinadores na Área Selvagem; essas funções, entretanto, requerem uma assinatura paga do Nintendo Switch Online. Sword e Shield suportam apenas conectividade direta de jogo para jogo entre si. Os jogos também são compatíveis com Pokémon Home, um serviço de armazenamento em nuvem online para armazenamento de Pokémon, lançado em fevereiro de 2020. Pokémon com suporte podem ser transferidos para os jogos do aplicativo da Nintendo 3DS Pokémon Bank, Pokémon GO e Pokémon: Let's Go, Pikachu! e Let's Go, Eevee! via Pokémon Home. Home é o único caminho para trazer Pokémon de jogos anteriores para o Sword e Shield.

## Sinopse

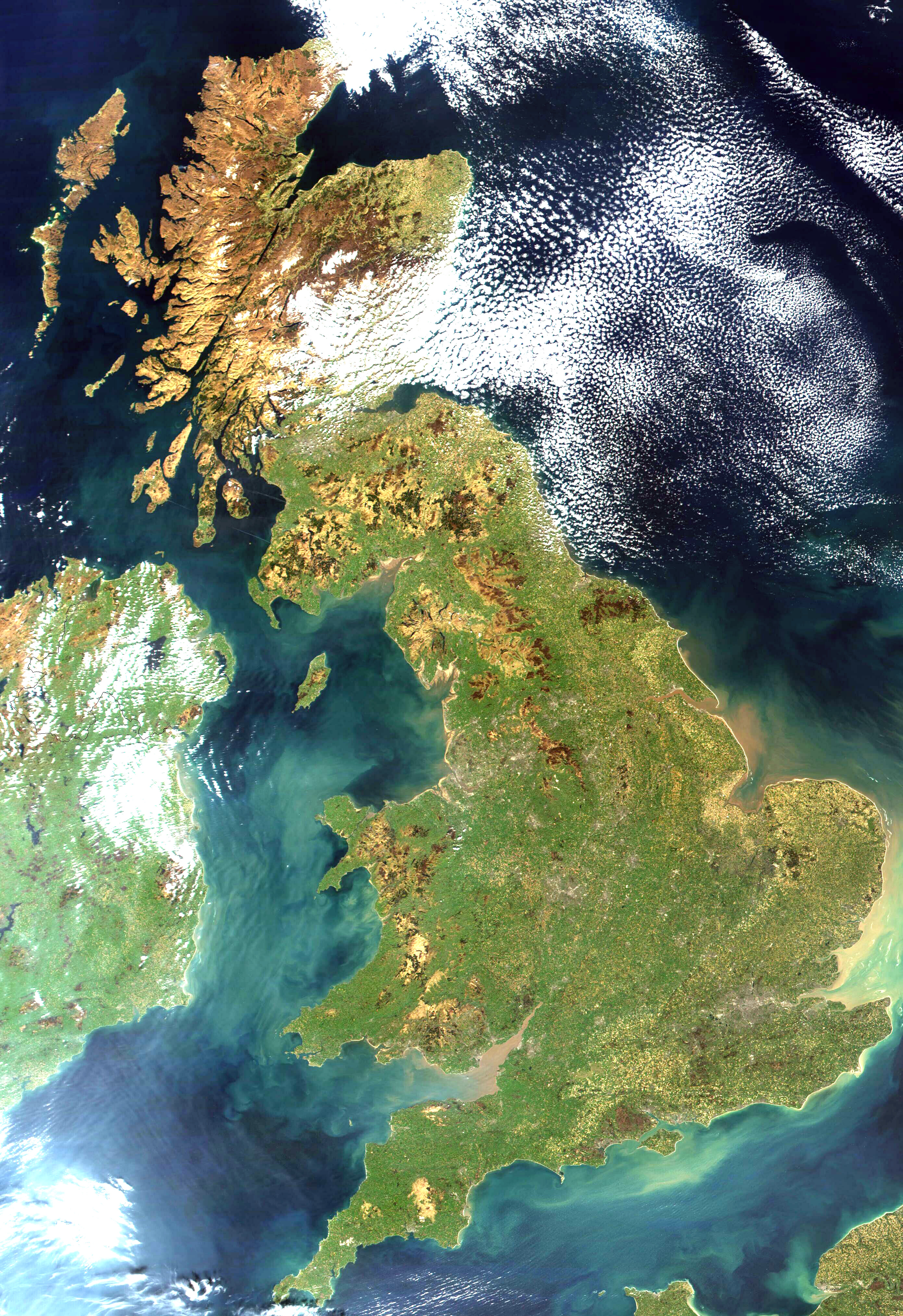
Imagem de satélite da Grã-Bretanha (tirada do norte acima ao sul abaixo), que inspirou fortemente o design da região de Galar.

### Cenário
Pokemon Sword e Pokémon Shield acontece na região de Galar (ガラル地方, Galar-chihō), uma grande e estreita extensão de terra e uma das muitas regiões do mundo Pokémon. O diretor do jogo Shigeru Ohmori descreveu-o como um cenário mais moderno. A região em si é inspirada na Grã-Bretanha, com seus muitos marcos que se assemelham a lugares como as Casas do Parlamento e o gigante de Cerne Abbas. Na região de Galar encontram-se cidades rurais com casas de campo e arquitetura vitoriana ao sul. Uma cidade semelhante à Revolução Industrial com elementos do estilo steampunk preenchem o centro da região. Muitas das vilas e cidades da região apresentam Pokémon Ginásios estilizados como estádios de futebol, que exibem Dynamaxing e Gigantamaxing, implementados pelo presidente da Liga Pokémon de Galar, Rose. Montanhas cobertas de neve dominam grande parte das áreas ao norte da região. Abrangendo uma grande parte da parte centro-sul da região está a Wild Area, uma área de mundo aberto com inúmeras espécies de Pokémon errantes. O clima em toda a área selvagem muda regularmente. Como no Pokémon Sun e Moon, Pokémon anteriormente introduzidos em jogos mais antigos, como Weezing, ganham formas galarianas regionais com novas tipificações, estatísticas e aparências. Alguns Pokémon, como Linoone e Meowth, até ganham evoluções regionais.

### História
Semelhante a muitas entradas anteriores na franquia Pokémon, os jogadores embarcam em uma jornada pela região para se tornar o treinador mais forte, lutando contra oito treinadores poderosos chamados Líderes de Ginásio e eventualmente, o Campeão da região. O jogador e seu melhor amigo, Hop, recebem um dos três Pokémon iniciais: Grookey, Scorbunny ou Sobble de Leon, Campeão da região de Galar e irmão mais velho de Hop. Depois disso, os dois exploram uma floresta chamada Slumbering Weald, mas são expulsos por um poderoso Pokémon. Durante a visita subsequente ao Professora Pokémon da região, Magnolia e sua neta Sonia, eles convenceram Leon a apoiá-los para participar do Gym Challenge. Depois de viajar para a próxima cidade para se inscrever no Gym Challenge, eles encontram os rivais Bede e Marnie junto com a Equipe Yell, um grupo devoto de hooligans que atuam como fanbase involuntário de Marnie e estão determinados a impedir qualquer outra pessoa de completar o Challenge. O jogador também conhece o Presidente Rose, que, além de endossar Bede como Desafiador de Ginásio, preside a Liga Pokémon Galar e a principal empresa de energia da região.

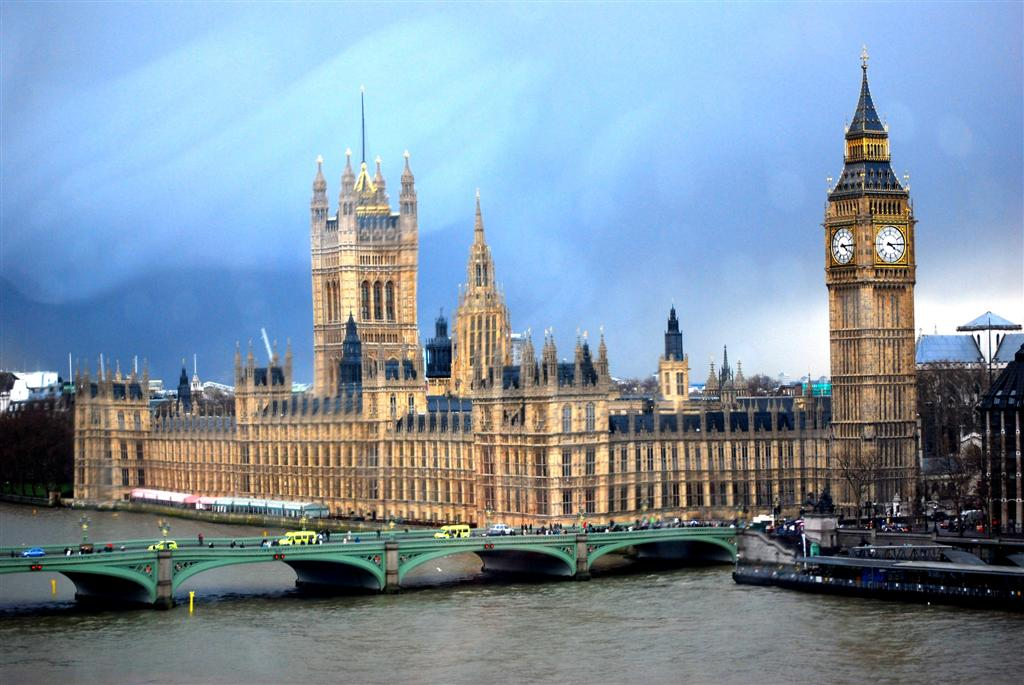
A região de Galar foi fortemente inspirada no Reino Unido, com a cidade principal – Wyndon – sendo uma representação de Londres (foto). A cidade do jogo tem a Rosa dos Rondelands, uma construção inspirada nas Casas do Parlamento.

Enquanto sua busca continua, o jogador auxilia Sonia em sua pesquisa sobre dois Pokémon Lendários que salvaram Galar de uma crise antiga chamada de Darkest Day e deduz que eles são os mesmos Pokémon encontrados anteriormente em Slumbering Weald. Depois de derrotar os oito Líderes de Ginásio, incluindo Piers, o irmão mais velho de Marnie e o líder da Equipe Yell, o jogador segue para Wyndon, onde ganha a Copa dos Campeões, ganhando a oportunidade de lutar contra Leon. No dia seguinte, antes que a batalha entre o jogador e Leon possa começar, Chairman Rose desperta o lendário Pokémon Eternatus em uma tentativa de aproveitar seu poder para fornecer energia ilimitada a Galar, inadvertidamente desencadeando um segundo Darkest Day. O jogador e Hop retornam ao Slumbering Weald e garantem a ajuda dos lendários Pokémon, Zacian e Zamazenta, para derrotar o Presidente Rose e Eternatus, após o qual o jogador pega Eternatus. O jogador então enfrenta e derrota Leon em uma batalha e se torna o novo campeão da região de Galar.
Depois de derrotar Leon, o jogador e Hop voltam para Slumbering Weald para devolver os artefatos de Zacian e Zamazenta ao seu devido lugar. Os dois também conhecem Sonia, que se tornou a nova Professora Pokémon da região de Galar. No entanto, eles são confrontados por Sordward e Shielbert, dois irmãos que afirmam ser descendentes de antigos reis galarianos. Os dois roubam uma das relíquias e começam a forçar Pokémon inocentes a Dynamax. O jogador, Hop e Piers trabalham com os Líderes de Ginásio para subjugar o Pokémon Dynamax e depois rastrear e confrontar os irmãos. Eles usam a energia Dynamax para levar Zamazenta (em Sword) ou Zacian (em Shield) à loucura, e o jogador os afasta com a ajuda de Zacian (em Sword) ou Zamazenta (em Shield). Eles então são desafiados para uma batalha pelo Pokémon Lendário e podem pegá-lo, enquanto Hop segue Zamazenta/Zacian de volta para o Slumbering Weald e o acalma, sendo escolhido por ele como seu Treinador. O jogador e Hop têm uma batalha final, após a qual Hop decide ser um Professor Pokémon e se torna o assistente de Sonia.

## Desenvolvimento
O desenvolvimento do Pokémon Sword e Shield começou imediatamente após a conclusão de Sun e Moon nos meses anteriores ao seu lançamento em novembro de 2016. Shigeru Ohmori, que anteriormente dirigiu Sun e Moon, formou uma equipe que começou a pensar em ideias para o título. Kazumasa Iwao, diretor do Pokémon Ultra Sun e Ultra Moon mais tarde se juntou ao projeto como diretor de planejamento e a produção completa começou em setembro de 2017. Uma das primeiras ideias que a equipe teve foi tornar o Pokémon gigante, pois o jogo poderia ser jogado em uma tela grande, graças à capacidade do Switch de se conectar a uma televisão. Ohmori então pensou em ter uma espada e um escudo Pokémon para derrotar o Pokémon gigante; foi assim que os títulos dos jogos foram decididos.
Aproximadamente 1.000 pessoas de várias empresas estiveram envolvidas no desenvolvimento, marketing e relações públicas associadas à Sword e Shield. Aproximadamente 200 funcionários da Game Freak trabalharam diretamente nos jogos, enquanto cerca de 100 funcionários da Creatures Inc. trabalharam na modelagem 3D, com mais 100 envolvidos na depuração e teste do jogo. Junichi Masuda estimou que o número total de pessoas envolvidas era 50% maior do que os títulos anteriores de Pokémon.
A ideia de força e esforço para ser o maior e mais forte foi um dos temas centrais que a Game Freak usou na concepção dos jogos. Isso é expresso pelo status do Nintendo Switch como o console mais poderoso para rodar um jogo de Pokémon, com recursos como Dynamaxing e referências ao folclore britânico. A trilha sonora dos jogos é inspirada na música rock britânica. Uma faixa foi composta por Toby Fox, mais conhecido por ser o criador de Undertale. A capacidade do Switch de renderizar modelos maiores de Pokémon e mostrar melhor as diferenças de tamanho entre as espécies é a raiz do recurso Dynamax. A ideia de "crescer e evoluir" é um conceito central dos jogos – tanto para o treinador quanto para seu Pokémon – derivado da experiência do produtor Junichi Masuda e do diretor Shigeru Ohmori com a franquia.

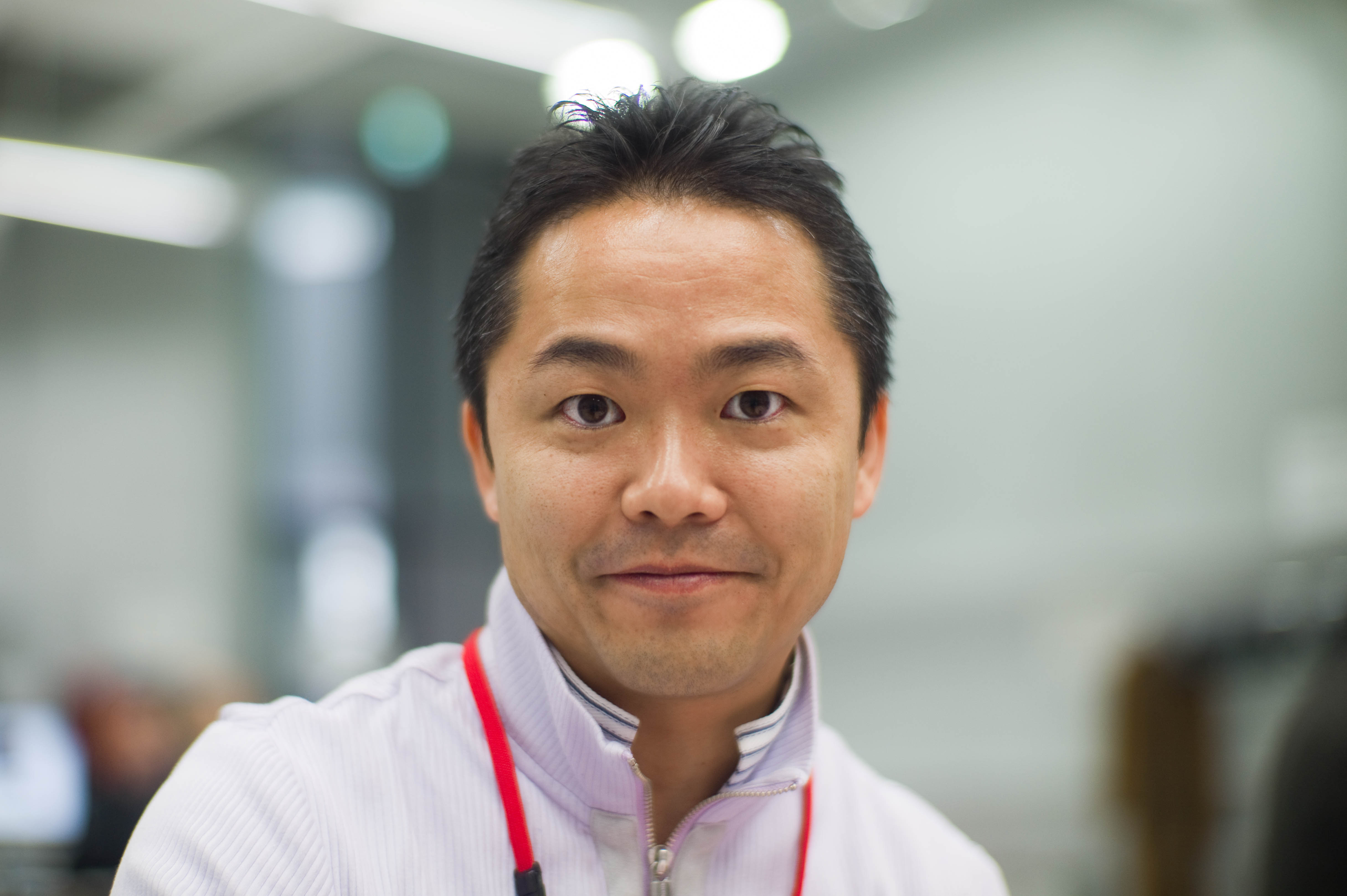
Produtor Junichi Masuda disse que a decisão de cortar alguns Pokémon dos jogos foi uma escolha difícil.

Ao contrário de outros jogos Pokémon básicos, nem todas as espécies Pokémon existentes aparecem ou podem ser usadas no Sword e Shield. Masuda abordou isso como um problema potencial em uma entrevista de 2018 com a GameSpot, quando disse que "fica complicado quando você fala sobre os detalhes e ainda estamos descobrindo, mas temos planos de encontrar maneiras de permitir os jogadores usam seus Pokémon no próximo jogo." Em 2019, Masuda explicou que o grande número de espécies, combinado com a necessidade de produzir ativos relacionados a novos recursos, como o sistema Dynamaxing, preservam o equilíbrio do jogo e manter um grau de qualidade inviabilizava a inclusão de todos os Pokémon existentes sem prolongar muito o tempo de desenvolvimento. Como tal, apenas Pokémon que aparecem na região Galar podem ser transferidos de títulos anteriores através da página inicial do Pokémon Home. Além disso, de acordo com os desenvolvedores, os modelos de maior fidelidade, que foram projetados para serem mais "expressivos", tiveram que ser construídos do zero, pois simplesmente transferir os existentes produzidos para a plataforma 3DS não era possível. Masuda confirmou que todas as três empresas envolvidas no desenvolvimento, Nintendo, Game Freak e The Pokémon Company, concordaram em reduzir a Pokédex Nacional.

## Lançamento
Os jogos foram originalmente apresentados por meio de uma mensagem especial do presidente da The Pokémon Company, Tsunekazu Ishihara, durante a apresentação da Nintendo na E3 2017, onde Ishihara mencionou que a Game Freak estava trabalhando em uma nova série central de RPG Pokémon para Nintendo Switch, mas que não seria lançado por mais de um ano. Durante uma coletiva de imprensa realizada pela The Pokémon Company no Japão em 30 de maio de 2018, Junichi Masuda confirmou que os próximos jogos da série principal de Pokémon seriam lançados no Switch no segundo semestre de 2019. Ishihara também garantiu que o então – os próximos títulos não teriam influências de Pokémon GO como Let´s Go, Pikachu! e Let´s Go, Eevee! tinha e que iria introduzir muitos novos Pokémon e gráficos "polidos".
Sword e Shield foram totalmente revelados em uma apresentação especial do Nintendo Direct em 27 de fevereiro de 2019, apresentando a região dos jogos e o Pokémon inicial. A apresentação coincidiu com o Pokémon Day, uma celebração dos fãs de Pokémon no aniversário do lançamento japonês de Pokémon Red e Green. Um segundo Nintendo Direct sobre os jogos foi realizado em 5 de junho de 2019, que revelou alguns de seus novos recursos, personagens e Pokémon, incluindo os lendários Pokémon Zacian e Zamazenta, que aparecem na caixa de arte. A data de lançamento, 15 de novembro de 2019, também foi anunciada como parte desta apresentação. O Game Freak limitou intencionalmente o número de novos Pokémon revelados por meio de material promocional para encorajar os jogadores a descobri-los no jogo.
Um crossover promocional entre Sword e Shield e Tetris 99 ocorreu de 8 a 11 de novembro, durante o qual um tema des-bloqueável por tempo limitado baseado nos jogos estava disponível. Um aplicativo da web também foi lançado, permitindo ao visualizador explorar a Wild Area online. No Super Smash Bros. Ultimate, um torneio online com o tema Pokémon foi realizado de 15 a 18 de novembro para promover o lançamento de Sword e Shield, enquanto um evento espiritual ocorreu de 22 a 27 de novembro, com alguns Pokémon disponíveis como colecionáveis espíritos.

### Pacotes de expansão
Durante o Pokémon Direct em 9 de janeiro de 2020, um par de pacotes de expansão foram anunciados, os quais foram lançados ao longo de 2020 como parte de um pacote de expansão. O primeiro pacote, The Isle of Armor, foi lançado em 17 de junho de 2020, enquanto o segundo pacote, The Crown Tundra, foi lançado em 22 de outubro de 2020. Um pacote físico incluindo os dois pacotes de expansão com os jogos básicos foi lançado em 6 de novembro de 2020. Os pacotes de expansão introduzem novos Pokémon Lendários, como Kubfu e suas formas evoluídas na Isle of Armor e Calyrex na Crown da Tundra, junto com novas formas regionais para Pokémon preexistentes, como Slowpoke. Entre os dois pacotes de expansão, eles adicionam mais de 200 Pokémon preexistentes que não estão disponíveis no jogo base. A área explorável introduzida em The Isle of Armor inspira-se na Ilha de Man, enquanto a área em The Crown Tundra é baseada na Escócia.

## Recepção

### Pré-lançamento
A decisão de não incluir todos os Pokémon preexistentes nos jogos atraiu críticas de muitos fãs, que se referiram a ele como "Dexit", uma amálgama de Pokédex e Brexit (vinculado ao tema britânico da região de Galar), e usado a hashtag "#BringBackNationalDex" para discutir o assunto nas redes sociais. A reação dos fãs se concentrou na remoção de um aspecto de longa data da franquia, o descarte de seu antigo slogan em inglês "tenho que pegar todos" e uma percepção da falta de melhorias em outras áreas dos jogos, como os gráficos e animações. Alguns fãs pediram que os jogos fossem adiados até que todos os Pokémon pudessem ser adicionados. Em uma entrevista à Famitsu, Shigeru Ohmori afirmou que os modelos para Pokémon que aparecem em Sword e Shield estavam sendo feitos novamente do zero.
Escrevendo para a Polygon, Patricia Hernandez comentou que "até certo ponto, a reação faz sentido", acrescentando que "saiu do controle". Alex Donaldson do VG247 observou que o recurso rastejar–onde um aumento de novos recursos ao longo do tempo pode levar à remoção dos anteriores–finalmente atingiu Pokémon, e falhas de design há muito esquecidas do Game Freak foram trazidas à tona como resultado. Kotaku gita Jackson resumidos a folga como "a tensão de um desejo de entrar na nostalgia contra um desejo de experimentar mais complexidade." Joe Merrick, o webmaster do fansite Serebii, considerada a polêmica por ter causado a maior agitação entre os fãs de Pokémon desde o lançamento conturbado do Pokémon Bank em 2013.
Masuda respondeu formalmente às críticas em 28 de junho de 2019, duas semanas após a erupção, expressando apreço pelo amor e paixão demonstrados pelos fãs. Ele reiterou que a remoção de certos Pokémon foi uma decisão difícil de ser tomada e que eles estariam disponíveis em diferentes jogos no futuro. Michael McWhertor do Polygon observou que embora a declaração de Masuda reconhecesse o descontentamento dos fãs, "[não] foi muito importante".

### Resposta de crítica
Após o lançamento, Pokémon Sword e Shield receberam "análises geralmente favoráveis", de acordo com o agregador de análises Metacritic. Os críticos elogiaram a simplicidade dos jogos, novos elementos como Dynamaxing e encontros de batalha simplificados, mas criticaram a Pokédex incompleta e não aproveitando totalmente o potencial dos jogos.
Brian Shea da Game Informer, elogiou particularmente o novo recurso Dynamax por ser visual e estrategicamente empolgante sem ser usado em demasia: "embora a mecânica Dynamax tenha o potencial de interromper o fluxo de qualquer batalha, ela não influencia a maioria dos encontros, já que pode apenas ser usado em batalhas de ginásio e selecionar outras situações". Casey DeFreitas para IGN também elogiou Sword e Shield por sua jogabilidade divertida e falta de atividades monótonas, enquanto criticava aspectos como cinemáticos e falta de uma Pokédex completa. Escrevendo para GameSpot, Kallie Plagge também elogiou a dupla pelos sistemas de jogo fáceis de entender e uma sensação de liberdade, afirmando: "você não é impedido por sistemas de processo interno excessivamente complicados ou obstáculos para pular; desde o início, você pode começar a vagar a região de Galar, vendo seu novo Pokémon e testando suas novas estratégias de batalha com muito pouco em seu caminho."
Por outro lado, Chris Tapsell da Eurogamer criticou os jogos, comentando que faltava substância e não correspondia aos títulos anteriores da série. Tapsell comentou "esta é uma nova geração de jogos Pokémon que promete muito, com um novo Pokémon Brilhante, uma série de consertos de sistema intrincados para fãs de longa data e uma facada inédita em uma área de mundo aberto. Mas tudo isso novo parece ter um custo – e o custo é quase tudo no jogo." James Grebey e Tom Philip da GQ também se sentiram um pouco desapontados, elogiando a Wild Area, mas afirmando que os jogos eram "satisfatórios, mas práticos" e pareciam "prova de conceito [com] mais um estágio de evolução para Pokémon de console." Eles também disseram que "há... muito no Sword e Shield que não parece que não poderia ter sido alcançado no Nintendo 3DS."

### Vendas
No Japão, Sword e Shield vendeu dois milhões de cópias durante os primeiros três dias de venda, superando Super Smash Bros. Ultimate como o jogo Switch de venda mais rápida naquela região. Nos Estados Unidos, eles venderam mais de dois milhões de cópias em seu fim de semana de estreia. Em 21 de novembro de 2019, Sword e Shield vendeu mais de seis milhões de cópias em todo o mundo, ultrapassando Super Smash Bros. Ultimate como o jogo Switch de venda mais rápida. Em março de 2021, os jogos haviam vendido 21,10 milhões de cópias em todo o mundo.

### Prêmios
| Ano  | Prêmio                           | Categoria                                                    | Resultado | Ref.   |
| ---- | -------------------------------- | ------------------------------------------------------------ | --------- | ------ |
| 2019 | Game Critics Awards              | Melhor Jogo de RPG                                           | Indicado  | [ 76 ] |
| 2019 | Game Critics Awards              | Melhor Jogo Familiar/Social                                  | Indicado  | [ 76 ] |
| 2019 | Gamescom                         | Melhor Jogo de RPG                                           | Indicado  | [ 77 ] |
| 2019 | Gamescom                         | Melhor Jogo da Nintendo Switch                               | Indicado  | [ 77 ] |
| 2019 | Titanium Awards                  | Melhor Jogo Familiar/Social                                  | Indicado  | [ 78 ] |
| 2020 | New York Game Awards             | Zoo Award da Central Park Children para Melhor Jogo Infantil | Indicado  | [ 79 ] |
| 2020 | New York Game Awards             | Tin Pan Alley Award para Melhor Música de Jogo               | Indicado  | [ 79 ] |
| 2020 | 23º Annual D.I.C.E. Awards       | Melhor Jogo de RPG do Ano                                    | Indicado  | [ 80 ] |
| 2020 | NAVGTR Awards                    | Jogo, Franquia Familiar                                      | Indicado  | [ 81 ] |
| 2020 | SXSW Gaming Awards               | Jogo Tendência do Ano                                        | Venceu    | [ 82 ] |
| 2020 | Famitsu Dengeki Game Awards 2019 | Jogo do Ano                                                  | Venceu    | [ 83 ] |
| 2020 | Famitsu Dengeki Game Awards 2019 | Melhor RPG                                                   | Venceu    | [ 83 ] |